# Mimosellidae
Mimosellidae is een familie van mosdiertjes uit de orde Ctenostomatida en de klasse van de Gymnolaemata. De wetenschappelijke naam ervan is in 1877 voor het eerst geldig gepubliceerd door Hincks.

## Geslachten
- Bantariella Jebram, 1973
- Mimosella Hincks, 1851